# Daniel Gregory
Daniel Gregory (Gregori) var domkyrkoorganist i Västerås församling 1682-1686. 

## Biografi
År 1674 blev Gregory musikant vid Storkyrkan i Stockholm. Han var från 1675 organist i Sankta Katarina församling, Stockholm. Gregory var fram till 1676 organist i Gefle församling, Gävle och åren 1680-1681 var Gregory ställföreträdande organist i Maria Magdalena församling, Stockholm. Mellan 1682 och 1686 var han domkyrkoorganist i Västerås domkyrkoförsamling.